# Henry Playford
Pour les articles homonymes, voir Playford.
Henry Playford, né le 5 mai 1657 à Londres et mort vers 1707 dans cette même ville, est un éditeur musical britannique.

## Biographie
Henry Playford travaille avec son père John Playford avant de monter sa propre maison d'édition. Il publie notamment Wit and Mirth, recueil de mélodies de Tom D'Urfey en 1699 et 1700, puis le second livre d'Orpheus Britannicus d'Henry Purcell.